# Andreu Gamboa-Rothvoss
 (août 2025).
Si vous disposez d'ouvrages ou d'articles de référence ou si vous connaissez des sites web de qualité traitant du thème abordé ici, merci de compléter l'article en donnant les références utiles à sa vérifiabilité et en les liant à la section « Notes et références ».
Pour les articles homonymes, voir Gamboa (homonymie).
Andreu Gamboa-Rothvoss, né le 21 septembre 1910 à Sabadell (Espagne) et mort le 24 octobre 1970 à Barcelone (Espagne), est un artiste peintre espagnol ayant appartenu au mouvement surréaliste catalan dans les années 1930. 

## Biographie
Son père, Andrés Gamboa Navarro, est originaire de la région de Tolède et sa mère, Herminia Gonzalez Rothwos, de Burgos. Le nom de famille Rothwos, orthographié à l'origine « w », vient de sa grand-mère maternelle, Matilde Rothwos, originaire de Malaga. Andreu Gamboa a fini par signer « Rothvoss » plusieurs de ses tableaux. La famille de l'artiste, ses parents et ses deux frères s'installent à la fin des années 1920 à Barcelone.   

### Études artistiques
Le jeune Andreu commence à étudier la peinture dans l'atelier du peintre Joan Vila Cinca. En 1930, il rejoint la France et s'installe pendant plusieurs années à Paris où il reçoit les cours du peintre André Lhote à l'Académie de la Grande-Chaumière. Plusieurs de ses dessins y sont encore conservés. Il rencontre à cette époque des personnalités importantes de la culture parisienne, les peintres espagnols Joan Miró et Pablo Picasso, et se lie d'amitié avec le philosophe Walter Benjamin. Le journal personnel de Benjamin mentionne du reste le nom d'Andreu Gamboa-Rothvoss. Sa peinture originellement post-impressionniste, prend à Paris un virage plus radical en s'inscrivant par son expression picturale dans le mouvement surréaliste.

### Premières expositions
En 1932, il expose à la Galerie Les Arts de Barcelone dans une exposition collective avec les artistes Ramon Calsina Baro, Jaume Guàrdia, Enric Cristòfol Ricart, Camps Ribera et Joan Commeleran. Cette même année, il participe à l'Exposition Primavera, dans le Salon de Montjuïc du Palais National à Barcelone, avec des artistes tels que Josep Bartolí, et Camps Rivera. 

### Le groupe des logicophobes (grupo logicofobista)
Il intègre en 1936 le Groupe des logicophobes (Grupo Logicofobista (es)) qui se réunit à l'occasion de la visite de Paul Éluard à Barcelone en janvier 1936. Paul Éluard est venu donner plusieurs conférences dans le cadre de l'exposition de Pablo Picasso à Barcelone, parrainée par les Amis de l'Art Nou (ADLAN). Le poète français a l'occasion d'entrer en contact avec ce groupe de jeunes artistes. Il fait alors leur promotion en les aidant à monter une exposition à Barcelone à la Llibreria Catalònia, en mai 1936,. Cette exposition collective était programmée pour être montrée à Madrid à la fin de l'année 1936, puis aux îles Canaries à Tenerife au cours de 1937. La guerre civile en Espagne ne permettra pas l'itinérance de cette exposition. 
Paul Eluard dans sa correspondance avec le photographe Man Ray, ne tarit pas d'éloges sur ce bouillonnement culturel et artistique barcelonais en 1936, et particulièrement l'exposition du Grupo logicofobista. Les promoteurs de ce projet sont Magí Albert Cassanyes i Mestre (ca), critique d'art et membre actif de l'ADLAN, et le jeune poète Viola Gamon. Ils ont tous deux rédigé le Manifeste logicophobe, le surréalisme au service de la révolution. Aux côtés d'Andreu Gamboa-Rothvoss, il y avait deux disciples d'Àngel Ferrant, Ramon Marinello et Jaume Sans, deux artistes avant-gardiste de Lleida, le sculpteur Leandre Cristòfol et le peintre Antoni Garcia i Lamolla, des peintres surréalistes de l'Empordà de Salvador Dalí, comme Àngel Planells et Joan Massanet, le peintre Artur Carbonell, de Sitges, deux proches collègues de Viola Gamòn, Remedios Varo et Esteve Francès, et Nadia Sokolova. Des artistes de la scène madrilène, comme Àngel Ferrant et Maruja Mallo et des îles Canaries, comme Juan Ismael ont également participé à cette exposition. Salvador Dali et Óscar Domínguez ont apporté à l'issue de cette exposition une dimension plus politique et sociale au mouvement surréaliste catalan. 
La guerre d'Espagne puis la seconde guerre mondiale ne permettront pas au groupe artistique de se développer et rayonner, comme il l'avait programmé. La plupart des artistes ont dû s'exiler, et la plupart des œuvres ont disparu.

### Après-guerre et départ pour les îles Baléares
En 1943, Andreu Gamboa-Rotvoss épouse Núria Garreta Socias. Le couple s'installe Carrer de Girona dans le quartier de l'Eixample à Barcelone. Ils ont deux enfants, Andrés et Carlos. Vers 1958, le couple se sépare, et Andreu Gamboa-Rothvoss s'installe sur l'île d'Ibiza. Il participe activement à la vie culturelle de l'île, où de nombreux peintres et poètes ont fui pour échapper à l'atmosphère pesante de la culture officielle du régime franquiste. L'œuvre de cette période se rapproche alors de l'expressionnisme abstrait. 
Quatre ans plus tard, il décide de s'installer à Majorque, où il reste jusqu'en 1969, date à laquelle, malade, il est transféré à l'hôpital clinique de Barcelone, où il meurt le 24 octobre 1970.